# Globoconusoidea
Globoconusoidea es una superfamilia de foraminíferos planctónicos del suborden Globigerinina y del orden Globigerinida. Su rango cronoestratigráfico abarca el Daniense (Paleoceno inferior).

## Discusión
Clasificaciones previas incluían los taxones de Globoconusoidea en la familia Guembelitriidae y en la superfamilia Heterohelicoidea.

## Clasificación
Globoconusoidea incluye a la siguiente familia:
- Familia Globoconusidae